# Exeter City Football Club 2009-2010

## Rosa
| N. |                        | Ruolo | Calciatore             |
| -- | ---------------------- | ----- | ---------------------- |
| 1  | Galles (bandiera)      | P     | Andy Marriott          |
| 2  | Inghilterra (bandiera) | D     | Steve Tully            |
| 3  | Galles (bandiera)      | D     | Richard Duffy          |
| 4  | Inghilterra (bandiera) | C     | Alex Russell           |
| 6  | Inghilterra (bandiera) | D     | Matt Taylor            |
| 7  | Inghilterra (bandiera) | C     | Ryan Harley            |
| 9  | Inghilterra (bandiera) | A     | Adam Stansfield        |
| 11 | Inghilterra (bandiera) | D     | Scott Golbourne        |
| 12 | Irlanda (bandiera)     | A     | Barry Corr             |
| 14 | Francia (bandiera)     | C     | Bertie Cozic           |
| 15 | Galles (bandiera)      | D     | Robert William Edwards |
| 16 | Inghilterra (bandiera) | A     | Marcus Stewart         |
| 17 | Inghilterra (bandiera) | C     | Paul Tisdale           |
| 18 | Inghilterra (bandiera) | C     | Neil Saunders          |

| N. |                        | Ruolo | Calciatore              |
| -- | ---------------------- | ----- | ----------------------- |
| 19 | Inghilterra (bandiera) | A     | Ben Watson              |
| 20 | Inghilterra (bandiera) | A     | Richard Logan           |
| 21 | Inghilterra (bandiera) | C     | James Dunne             |
| 22 | Inghilterra (bandiera) | C     | Liam Sercombe           |
| 25 | Inghilterra (bandiera) | C     | Chris Shephard          |
| 26 | Inghilterra (bandiera) | D     | Scott Bennett           |
| 27 | Inghilterra (bandiera) | P     | Paul Jones              |
| 28 | Inghilterra (bandiera) | C     | Joe Burnell             |
| 29 | Inghilterra (bandiera) | D     | Troy Archibald-Henville |
| 30 | Scozia (bandiera)      | C     | David Noble             |
| 31 | Inghilterra (bandiera) | A     | James Norwood           |
| 45 | Galles (bandiera)      | A     | Stuart Fleetwood        |
| 48 | Inghilterra (bandiera) | C     | George Friend           |
| 50 | Canada (bandiera)      | A     | Marcus Haber            |